# Decalogul (film)
Acest articol se referă la un serial de televiziune polonez. Pentru regulile religioase și etice ale iudaismului și creștinismului, vezi Cele zece porunci.
Decalogul (Dekalog) (1988) este o serie de filme poloneză, creată inițial ca o miniserie pentru televiziune, regizată de Krzysztof Kieślowski și scrisă de acesta împreună cu Krzysztof Piesiewicz, muzica fiind scrisă de Zbigniew Preisner. Seria constă în zece episoade de câte o oră, fiecare reprezentând una din Cele zece porunci, și explorează posibilele înțelesuri ale poruncii (adesea ambigue și contradictorii) printr-o poveste a cărei acțiune fictivă este situată în Polonia contemporană. Seria reprezintă, alături de trilogia „Trei Culori”, cea mai aclamată operă a regizorului, câștigând numeroase premii internaționale, deși a fost lansată în afara Europei abia la sfârșitul anilor 1990. 
Deși fiecare film este independent, majoritatea au același decor (un bloc de locuințe din Varșovia), iar unele personaje se cunosc între ele. Există și un personaj fără nume, posibil supranatural, care observă personajele principale la momente cheie, dar nu intervine niciodată. Distribuția mare include atât actori celebri, cât și necunoscuți, mulți dintre ei fiind folosiți de Kieślowski în alte filme. Tipic pentru Kieślowski, tonul majorității filmelor din serie este meditativ și melancolic, cu excepția ultimului, care, (asemenea filmului „Trei Culori: Alb”) este o comedie neagră.
Seria a fost concepută când Piesiewicz, care văzuse o operă de artă din secolul XVI ce ilustra poruncile prin scene din acea perioadă, a propus un echivalent modern. Kieślowski, deși agnostic, era preocupat de provocarea filosofică și dorea să facă din serie un portret al suferințelor societății poloneze, evitând în mod intenționat chestiunile politice pe care le prezentase în filmele sale precedente. Inițial, dorise să angajeze zece regizori diferiți, dar a hotărât șă regizeze el însuși întreaga serie, folosind totuși regizori de imagine diferiți.

## Prezentare
Cele zece filme sunt cunoscute pur și simplu după număr (de exemplu: „Decalogul: Unu”), deși mai sunt cunoscute și după versiunea prescurtată a Celor zece porunci (vezi mai jos pentru exemplificare și discuție). Cu toate acestea, Kieślowski a declarat că filmele nu se suprapun exact cu poruncile și nu a folosit el însuși numele acestora. Se pare însă că serialul urmărește mai degrabă enumerarea catolică a poruncilor. După numărătoarea iudaică, prima poruncă este „Eu sunt Domnul Dumnezeul tău” (interpretată ca o poruncă să se creadă în Dumnezeu); în primul film, calculatorul este considerat un simbol al unui zeu fals, corespunzând celei de-a doua porunci iudaice. În multe numărători atât iudaice, cât și creștine (inclusiv la ortodocși și mulți protestanți), există o singură poruncă despre „poftă”; în tradiția catolică se regăsesc două, iar filmul al nouălea, referitor la suspiciunile unui soț față propria soție, pare că implică această deosebire. (Trebuie luat în seamă și faptul că Polonia este o țară majoritar catolică.)
- Unu. „Să nu ai alți dumnezei afară de mine.” Un profesor universitar (Henrzk Baranowski) îl învață pe fiul său logică și programarea calculatoarelor, însă trebuie să se confrunte cu soarta imprevizibilă.
- Doi. „Să nu iei în deșert numele Domnului, Dumnezeului tău.” O tânără (Krystyna Janda) îi cere medicului (Aleksander Bardini) care îl tratează pe soțul său să dea un verdict medical imposibil de determinat cu precizie.
- Trei. „Adu-ți aminte de ziua de odihnă, ca să o sfințești.” Un familist (Daniel Olbrychski) își abandonează datoriile de familie în Ajunul Crăciunului pentru se ocupa de o fostă iubită (Maria Pakulnis) aflată într-o criză.
- Patru. „Cinstește pe tatăl și pe mama ta.” Incertitudinea în privința adevăraților săi părinți complică legătura dintre o tânără (Adrianna Biedrzyńska) și tatăl său (Janusz Gajos):
- Cinci. „Să nu ucizi.” O crimă brutală și aparent nemotivată adună laolaltă un pierde-vară (Mirosław Baka), un taximetrist crud (Jan Tesarz) și un avocat idealist (Krzysztof Globisz). Este singurul film din serie care adoptă o poziție politică explicită, reflectând opoziția regizorului față de pedeapsa capitală.
- Șase. „Să nu preacurvești.” Un tânăr naiv (Olaf Lubaszenko) spionează o străină (Grażyna Szapołowska) pe fereastră și se îndrăgostește de ea.
- Șapte. „Să nu furi.” O tânără (Anna Polony) își răpește propriul copil.
- Opt. „Să nu mărturisești strâmb împotriva aproapelui tău.” O supraviețuitoare a Holocaustului (Teresa Marczewska)  o confruntă pe o profesoară de etică (Maria Kościałowska) care refuzase odată să o ajute. Povestea se bazează pe o experiență a prietenei comune a cineaștilor, jurnalista Hanna Krall.
- Nouă. „Să nu poftești nevasta aproapelui tău.” Un bărbat devenit impotent (Piotr Machalica) descoperă că soția sa (Ewa Błaszczyk) are un amant. (Un personaj secundar din acest film, o cântăreață tânără cu o boală cardiacă, este sursa de inspirație pentru următorul film al lui Kieślowski și Piesiewicz, Viața dublă a Veronicăi.)
- Zece. „Să nu poftești lucrurile aproapelui tău.” Doi frați (Jerzy Stuhr și Zbigniew Zamachowski) moștenesc o colecție filatelică valoroasă și devin obsedați de completarea ei.

Kieślowski a extins filmele „Cinci” și „Șase” în filme de lung metraj: Krótki film o zabijaniu („Un scurt film despre omor”) și Krótki film o miłości („Un scurt film despre iubire”), folosind aceiași actori și modificând puțin acțiunea. Aceste proiecte făceau parte din obligația contractuală față de producători, deoarece filmele de lung metraj puteau fi distribuite mai ușor în străinătate.

## Vezi și
- Lista Time cu cele mai bune 100 de filme din toate timpurile